# سیارک ۳۶۷۰
سیارک ۳۶۷۰ (به انگلیسی: 3670 Northcott، نامگذاری:1983BN) سه هزار و ششصد و هفتادمین سیارک کشف شده‌است که در ۲۲ ژانویه ۱۹۸۳ کشف شد.
قدر مطلق سیارک برابر ۱۲٫۰۰ است.